# Luis Miguel Escalada
Luis Miguel Escalada (n. Ceres, Santa Fe, Argentina; 27 de febrero de 1986) es un exfutbolista argentino nacionalizado ecuatoriano. Jugaba de delantero en punta y su último equipo fue Cumbayá de Ecuador. Actualmente es el director deportivo del Deportivo Cuenca de la Serie A de Ecuador.

## Trayectoria

### Boca Juniors
Se formó en las categorías menores de Boca Juniors. En 2004 fue goleador del toreno Punta Cup. Debutó en Primera División con camiseta xeneize el 5 de diciembre de 2004 ante Quilmes.

### Club Sport Emelec
En el año 2006 jugó en Emelec de Ecuador, equipo en el que realizó su mejor campaña hasta el momento, quedando subcampeón y siendo máximo goleador del Campeonato Ecuatoriano de Fútbol con 29 anotaciones.

### Liga Deportiva Universitaria
En el 2007 fue comprado por un millón de dólares por Liga Deportiva Universitaria, donde fue el goleador de su club con 16 tantos a uno de ser el máximo goleador de la Serie A de Ecuador donde fue campeón.

### Botafogo
Al año siguiente pasó al Botafogo de Brasil y posteriormente fue cedido a préstamo a Gimnasia y Esgrima de Jujuy y luego a Newell's Old Boys, ambos de Argentina.

### Real Salt Lake
En el 2009 fue al fútbol de Estados Unidos, formando parte del plantel de Real Salt Lake que se coronó campeón de la MLS. 

### Deportivo Cuenca
El 2010 volvió nuevamente al fútbol ecuatoriano, esta vez al Deportivo Cuenca. 

### Sporting Cristal
En 2011 pasó al Sporting Cristal de Perú y luego al Manta Fútbol Club de Ecuador. Para la temporada 2012 es fichado por el Deportivo Quito, pero debido a su falta de continuidad es fichado por el Deportivo Táchira de Venezuela. En el año 2013 vuelve al Manta Fútbol Club de Ecuador.

### Club Sport Emelec

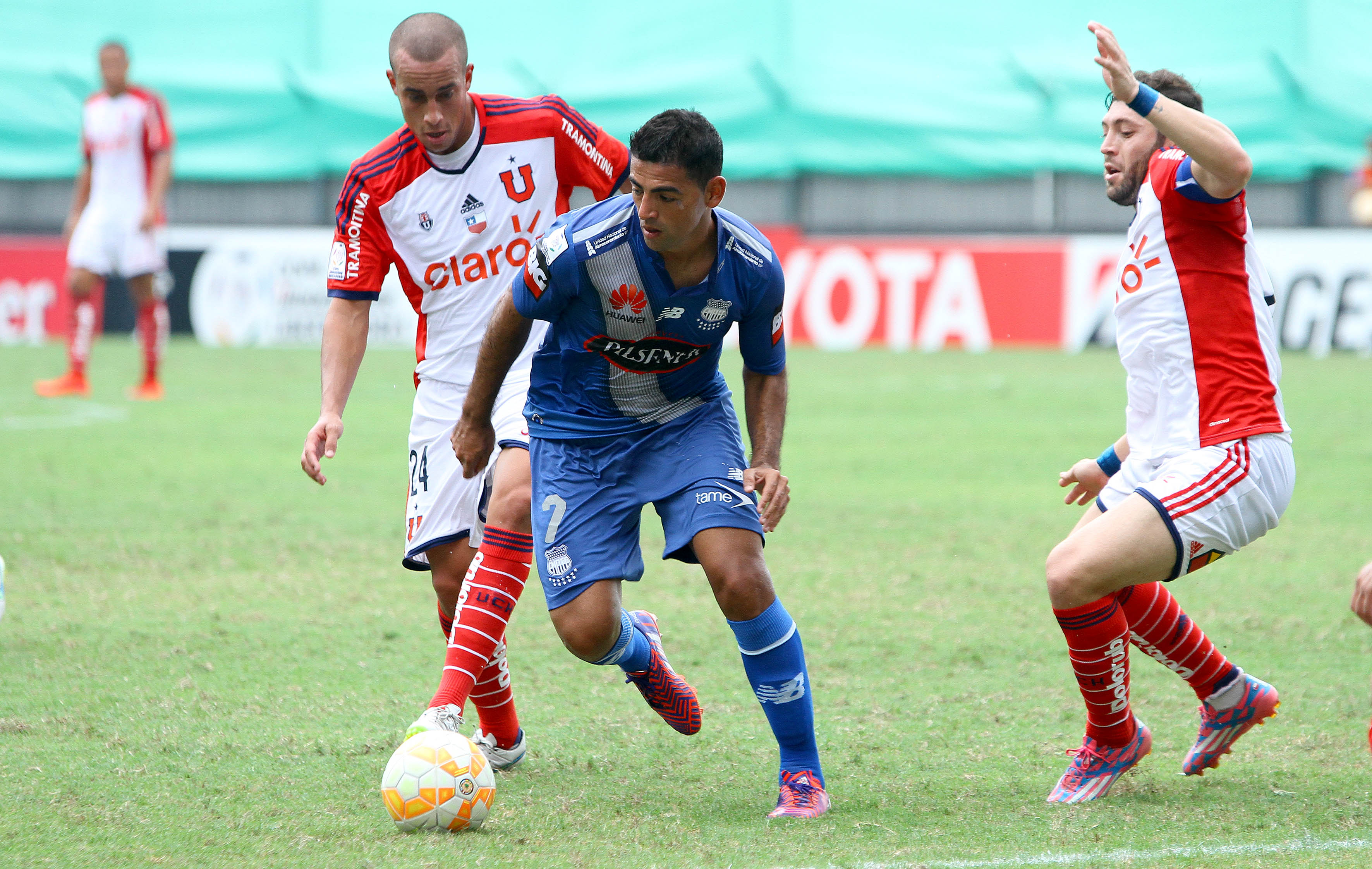
Luis Miguel Escalada en un partido contra la Universidad de Chile por la Copa Libertadores 2015.

Para la siguiente temporada regresa al equipo de sus amores C. S. Emelec de Ecuador con el cual queda campeón 2014.

### Universidad Católica de Ecuador
Llega como incorporación para el 2016.

### Deportivo Cuenca
En el 2019 vuelve nuevamente a jugar en el Deportivo Cuenca, equipo al que regresa después de 9 años.

### Aucas
En el 2020 fichó por el Aucas, siendo el séptimo equipo ecuatoriano por el que jugó.

## Clubes
| Club                 | País           | Año         | Partidos | Goles |
| -------------------- | -------------- | ----------- | -------- | ----- |
| Boca Juniors         | Argentina      | 2004 - 2005 | 6        | 0     |
| Emelec               | Ecuador        | 2006        | 40       | 29    |
| Liga de Quito        | Ecuador        | 2007        | 38       | 16    |
| Botafogo             | Brasil         | 2008        | 2        | 0     |
| Gimnasia de Jujuy    | Argentina      | 2008        | 11       | 2     |
| Newell's Old Boys    | Argentina      | 2008        | 0        | 0     |
| Real Salt Lake       | Estados Unidos | 2009        | 5        | 1     |
| Deportivo Cuenca     | Ecuador        | 2010        | 46       | 18    |
| Sporting Cristal     | Perú           | 2011        | 9        | 2     |
| Manta F. C.          | Ecuador        | 2011        | 19       | 8     |
| Deportivo Quito      | Ecuador        | 2012        | 10       | 4     |
| Deportivo Táchira    | Venezuela      | 2012        | 12       | 4     |
| Manta F. C.          | Ecuador        | 2013        | 38       | 11    |
| Emelec               | Ecuador        | 2014 - 2015 | 54       | 12    |
| Universidad Católica | Ecuador        | 2016 - 2018 | 62       | 17    |
| Deportivo Cuenca     | Ecuador        | 2019        | 27       | 5     |
| Aucas                | Ecuador        | 2020        | 8        | 2     |
| Cumbayá F. C.        | Ecuador        | 2021        | 11       | 2     |
|                      |                | Total       | 398      | 133   |

Actualizado 11/09/2020

## Palmarés

### Campeonatos nacionales
| Título              | Club           | País           | Año  |
| ------------------- | -------------- | -------------- | ---- |
| Serie A de Ecuador  | Liga de Quito  | Ecuador        | 2007 |
| Major League Soccer | Real Salt Lake | Estados Unidos | 2009 |
| Serie A de Ecuador  | Emelec         | Ecuador        | 2014 |
| Serie A de Ecuador  | Emelec         | Ecuador        | 2015 |
| Serie B             | Cumbayá F. C.  | Ecuador        | 2021 |

### Distinciones individuales
| Distinción                               | Club         | País      | Año  |
| ---------------------------------------- | ------------ | --------- | ---- |
| Goleador de la Punta Cup                 | Boca Juniors | Argentina | 2004 |
| Goleador de la Serie A de Ecuador        | Emelec       | Ecuador   | 2006 |
| 11 Ideal del Campeonato Ecuatoriano 2014 | Emelec       | Ecuador   | 2014 |